# العلاقات الإسرائيلية الجيبوتية
العلاقات الإسرائيلية الجيبوتية هي العلاقات الثنائية التي تجمع بين إسرائيل وجيبوتي.

## وصلات خارجية
- موقع وزارة الخارجية الإسرائيلية